# Francisco Pinto Balsemão

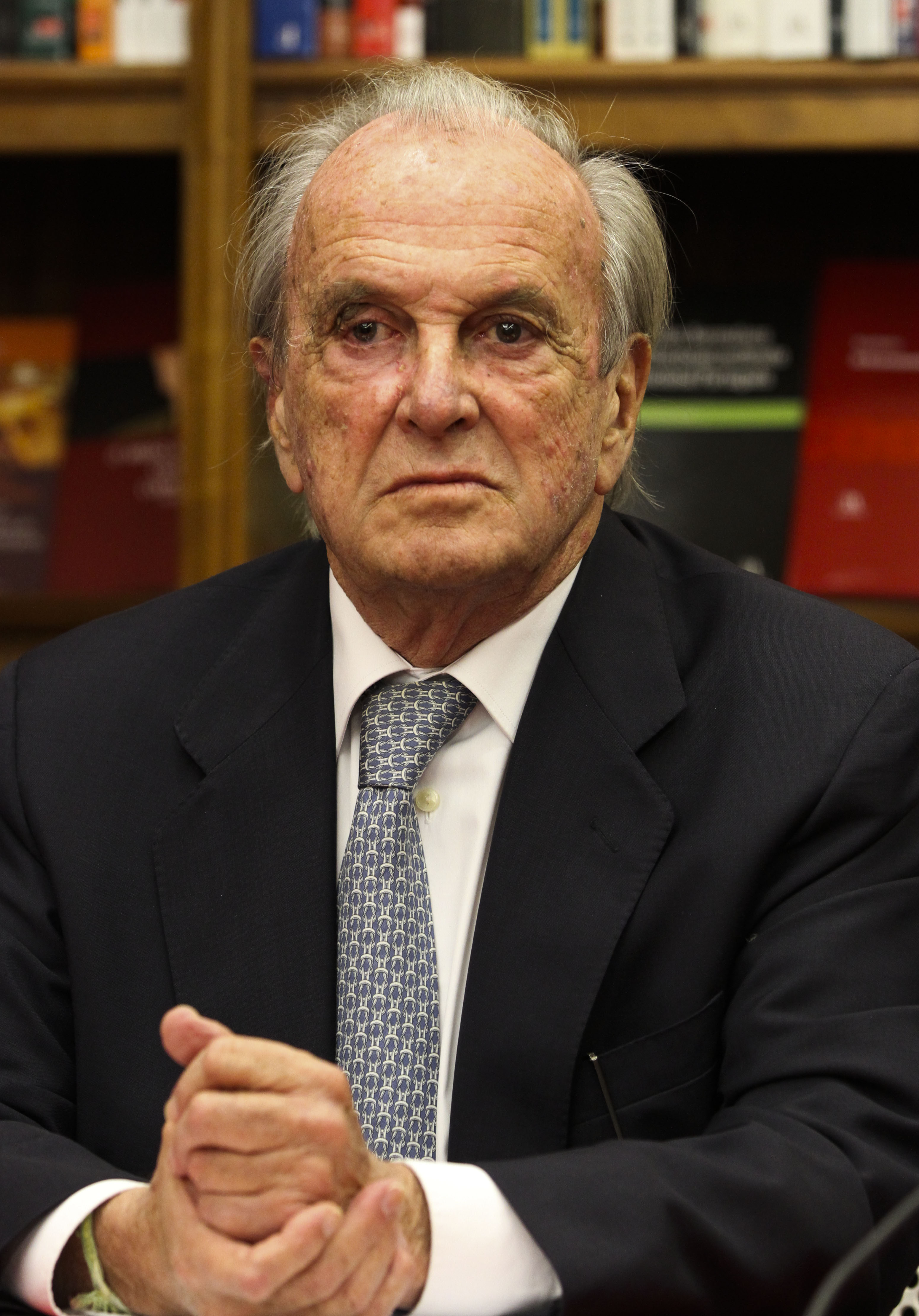
Francisco Pinto Balsemão in november 2012.

Francisco José Pereira Pinto Balsemão (Lissabon, 1 september 1937) is een Portugees journalist, bedrijfsleider en conservatief politicus. Van 1981 tot 1983 was hij eerste minister van Portugal.

## Levensloop
Pinto Balsemão studeerde rechten aan de Universiteit van Lissabon, waarna hij actief werd als journalist. In 1973 behoorde hij in Lissabon tot de oprichters van de krant "Expresso", die in de periode na de Anjerrevolutie erg belangrijk werd en die hij leidde tot in 1980. Ook is hij mede-eigenaar van de Portugese mediagroep Impresa.
Ten tijde van de Estado Novo begon hij zijn politiek engagement als parlementsafgevaardigde voor de toenmalige eenheidspartij Nationale Volksactie (ANP). Binnen de ANP behoorde hij samen met Francisco Sá Carneiro tot de groep afgevaardigden die pleitte voor hervormingen binnen de dictatuur.
Na de Anjerrevolutie van 1974 richtte hij samen met Sá Carneiro de conservatieve Partido Popular Democrático op, kort nadien hernaamd naar Partido Social Democrata. Hij werd verkozen in de Grondwetgevende Vergadering en werd er de ondervoorzitter van.
Toen Sá Carneiro na de verkiezingsoverwinning van de PSD bij de verkiezingen van 1979 eerste minister werd, werd hij benoemd tot chef van de kanselarij van de eerste minister. Toen premier Sá Carneiro op 4 december 1980 in tot op vandaag onduidelijke omstandigheden bij de neerstorting van een vliegtuig omkwam, werd Pinto Balsemǎo op 9 januari 1981 tot de nieuwe premier benoemd.
Hij zette in feite de politiek van Sá Carneiro voort, maar had echter niet diens charisma. Zijn regering had als belangrijkste maatregel het doorzetten van een reeks grondwetshervormingen na de socialistische regeringen in de periode na de Anjerrevolutie. Zo werd de Revolutionaire Raad afgeschaft en de positie van het parlement en de regering tegenover de president versterkt.
Het einde van zijn premierschap werd echter gekenmerkt door meningsverschillen binnen de regeringsmeerderheid, vooral tussen Pinto Balsemão en Diogo Freitas do Amaral, de leider van de Partido Popular. Toen uiteindelijk de coalitie uiteenviel, schreef president António Ramalho Eanes nieuwe verkiezingen uit. Bij deze verkiezingen won de oppositie onder leiding van de Partido Socialista. Op 9 juni 1983 gaf Pinto Balsemão het premierschap door aan de leider van de PS, Mário Soares.
Ondanks de verkiezingsnederlaag bleef Pinto Balsemão de PSD leiden. De PS had bij de verkiezingen echter geen meerderheid en vormde samen met de PSD een coalitie met een zeer grote meerderheid. Binnen de PSD heerste echter tegenstand tegen deze meerderheid en dus ook tegen Pinto Balsemão zelf, die deze coalitie ondersteunde. In 1985 werd hij hierdoor bij een partijcongres afgezet als partijvoorzitter en vervangen door Aníbal Cavaco Silva. Vervolgens liet de PSD de regering vallen door ze te verlaten, waarna er nieuwe verkiezingen kwamen. De PSD won en Cavaco Silva werd de nieuwe premier van Portugal. In 1986 was hij vervolgens voor korte tijd lid van het Europees Parlement.
Tevens is hij lid van het bestuurscomité van de Bilderbergconferentie.

## Activiteiten als bedrijfsleider
Na de dood van dictator António de Oliveira Salazar in 1970, werd Balsemão actief in de mediabranche en voerde hij succesvolle zaken. In 1972 richtte hij het tot op vandaag in Portugal erg belangrijk weekblad Expresso op en was betrokken bij de mediagroep Impresa. In maart 1991 werd dit als holding opgericht en inmiddels is het een groot mediaconcern geworden. Sinds juni 2000 is het concern gevestigd aan de beurs van Lissabon.
- Bibliothèque nationale de France: cb18065014d (data)
- Gemeinsame Normdatei: 1117500292
- International Standard Name Identifier: 0000 0001 1700 4807
- Library of Congress Control Number: n82142728
- Nederlandse Thesaurus van Auteursnamen: 175577285
- Virtual International Authority File: 116867185
- WorldCat: E39PBJvHbJWqd9Qr67TG6C3fbd